# ASCII Corporation
ASCII Corporation (株式会社アスキー, Kabushiki kaisha Asukī) ou ASCII Publishing Corporation foi uma editora japonesa fundada em 1977 por Kazuhiko Nishi, ex-executivo da Microsoft do Japão. Um dos criadores do padrão de microcomputadores MSX. A empresa era subsidiária da Kadokawa Group Holdings e representante da Microsoft no Japão até 1986. Sua principal publicação foi a ASCII, uma das mais antigas revistas sobre microcomputadores e softwares. 
Em 1 de abril de 2008, a ASCII Corporation se fundiu com a editora MediaWorks; após a fusão, a razão social foi alterada para ASCII Media Works.

## História
A ASCII foi fundada por Kazuhiko Nishi com o apoio de Kazuya Watanabe, executivo da NEC Corporation. Ambos foram os responsáveis pela criação do MSX, um dos mais populares padrões mundiais de computadores domésticos em 8 bits da história. O trabalho original da ASCII estava voltado principalmente para o desenvolvimento e criação de hardware. A medida em que a popularidade dos jogos eletrônicos crescia na década de 1980, a ASCII voltou sua atenção para o desenvolvimento e divulgação de software para videogames populares, como o Nintendo Entertainment System e Sega Genesis. A ASCII tornou-se tão popular no mercado de software que em 1991 criou uma filial nos Estados Unidos, a ASCII Entertainment.
Embora as atividades da ASCII no Japão tenham experimentado um declínio, no mercado americano elas se ampliaram para dar suporte ao canal de entretenimento interativo, culminando com a criação da Agetec em 1998, a qual tornou-se uma editora independente um ano depois. Em março de 2002, a ASCII encerrou todo o processo de desenvolvimento e comercialização de jogos eletrônicos no Japão e focou seu trabalho em publicações de TI e computação. Antes de deixar o mercado de jogos eletrônicos, contudo, a empresa criou uma editora independente denominada Media Leaves.